# Nercillac
Nercillac é uma comuna francesa na região administrativa da Nova Aquitânia, no departamento de Charente. Estende-se por uma área de 16,35 km². Em 2010 a comuna tinha 1 085 habitantes (densidade: 66,4 hab./km²).